# Ferrovia Pinerolo-Torre Pellice
La ferrovia Pinerolo-Torre Pellice è una linea d'interesse regionale che collega la val Pellice con Pinerolo e Torino.
L'esercizio per passeggeri è sospeso dal 2012.

## Storia

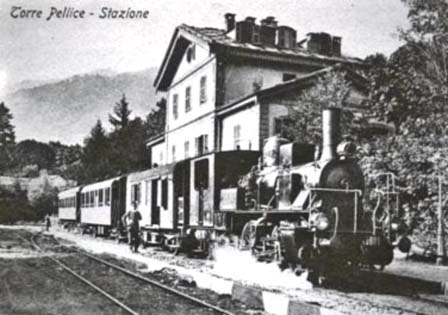
Treno a vapore in partenza da Torre Pellice

Un progetto per una ferrovia da Pinerolo a Torre Pellice fu redatto dall'ingegnere ungherese Langer, che con regio decreto del 14 luglio 1867 ottenne la relativa concessione con l'obiettivo di prolungare la stessa oltre al confine di Stato, raggiungendo la ferrovia Marsiglia-Gap innestandosi alla stessa presso Mont Dauphin sulla linea Veynes-Briançon, ma il progetto non fu mai realizzato; la concessione in territorio francese venne richiesta nel 1869 e ottenuta ma non furono reperiti i capitali necessari alla costruzione.
Nel 1872 alla concessione subentrò un gruppo di finanziatori francesi le cui azioni vennero peraltro confiscate due anni dopo a causa della loro inazione. Inclusa fra le linee classificate di quarta categoria secondo quanto previsto dalla legge di riordino del settore datata 29 luglio 1879, la concessione della Pinerolo-Torre Pellice fu richiesta dalla Società anonima della Strada Ferrata Torino-Pinerolo quale prolungamento della propria linea sociale inaugurata nel giugno 1854. Tale domanda venne accolta nel luglio 1881 e il relativo progetto esecutivo, che contemplava altresì a Bricherasio il raccordo con la linea Bricherasio-Barge, fu approvato il 4 ottobre dello stesso anno.

### Inaugurazione ed esercizio
L'attivazione ufficiale avvenne il 21 dicembre 1882 a cura della Società per le Ferrovie dell'Alta Italia (SFAI).
Affidata in base alla legge "Baccarini" del 27 aprile 1885 alla Società per le Strade Ferrate del Mediterraneo, con servizi eserciti dalla Rete Mediterranea, la linea passò nel 1905 alle neocostituite Ferrovie dello Stato.

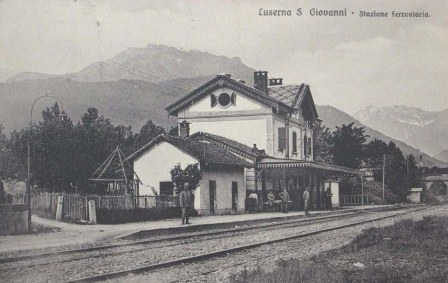
Stazione di Luserna San Giovanni

Poco interessata dalle vicende dei due grandi conflitti del Novecento, non costituendo le località servite obiettivi strategici primari, la linea risentì di tali eventi solo per le conseguenti fluttuazioni della domanda di trasporto, iniziando nel secondo dopoguerra un periodo di costante calo dei proventi da traffico dovuto all'avvento della motorizzazione privata e a un orientamento comune non più favorevole al trasporto su ferro. Originariamente concepita come direttrice internazionale, la ferrovia della val Pellice rimase in ogni caso sempre interessata da un traffico locale con servizi diretti verso il capoluogo piemontese.
Frattanto la trazione a vapore venne sostituita nel 1921, insieme con l'alimentazione elettrica in corrente alternata e sistema trifase a 3.600 volt; la linea, così come la diramazione per Barge, fu esercita con tale sistema fino al 28 maggio 1961 quando venne convertita, assieme alle altre linee afferenti al nodo di Torino, nel sistema in corrente continua a 3.000 volt.

### Un lungo declino

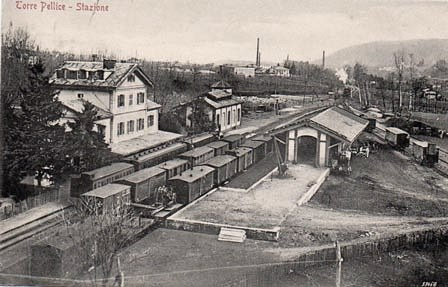
Torre Pellice affollata di treni all'inizio del ventesimo secolo

Sul percorso era presente anche la stazione di San Secondo di Pinerolo situata nella frazione Airali ma fu disattivata nel 1961.
Il traffico continuò tuttavia a mantenersi a livelli insoddisfacenti e in luogo del potenziamento del servizio per conquistare nuove fasce di utenza nel 1986 la linea fu inserita nell'elenco dei rami secchi di cui al cosiddetto "decreto Signorile" ma si salvò dalla soppressione grazie all'azione della Regione Piemonte che intraprese un esteso piano di ammodernamento della propria rete ferroviaria locale che mirava a diminuire i costi di esercizio attraverso l'automazione e il telecomando degli impianti. Chiusa nel 1991, la linea vide la sostituzione delle rotaie e della linea aerea di alimentazione per essere riaperta solo l'anno successivo.
Nell'ottobre 2000 una disastrosa alluvione danneggiò diverse linee ferroviarie piemontesi, imponendo la sospensione dell'esercizio anche sulla linea della val Pellice interrotta in più punti e con la propria sede gravemente danneggiata. Dopo anni di lavori la ferrovia fu riaperta il 19 dicembre 2005 a cura del nuovo gestore Rete Ferroviaria Italiana nel frattempo costituitosi. Il servizio rimase comunque separato rispetto a quello della Torino-Pinerolo.

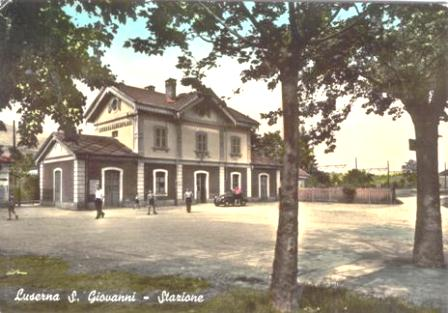
Cartolina colorata della stazione di Luserna San Giovanni

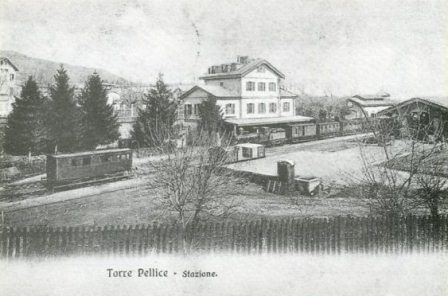
Il capolinea di Torre Pellice

Il periodo seguente sembrò favorevole al futuro della ferrovia: nel 2006 sulla linea Torino-Pinerolo venne attivata la nuova Stazione di Pinerolo Olimpica e il traffico in Val Pellice riprese a crescere, tanto che si ipotizzò il raddoppio parziale della Torino-Pinerolo e la trasformazione della Pinerolo-Torre Pellice arrivando a prevedere uno stanziamento economico per l'acquisto di appositi convogli tram-treno, ma tali progetti non trovarono realizzazione.
Nel 2012, anche a seguito di alcune ispezioni con il convoglio diagnostico Caronte di RFI, e considerata la pesante situazione economico-finanziaria della Regione Piemonte, che a differenza della confinante Lombardia non intese avviare un programma di valorizzazione del trasporto su ferro, la stessa decretò la sospensione dei contratti di servizio su numerose linee secondarie di propria competenza, portando alla definitiva sospensione del servizio sulla Pinerolo-Torre Pellice. Nei mesi successivi furono rimosse le barriere dei due passaggi a livello di Pinerolo più importanti, in corso Torino e via Vigone.

### La prospettiva di riapertura
Dopo lo stanziamento per la messa a gara di alcuni servizi regionali avvenuto nel 2013, un'eventuale riapertura venne prospettata nel 2014, allorché furono definiti i criteri di attribuzione del punteggio in una eventuale gara per l'affidamento del servizio.
Il contratto di servizio firmato nel 2020 tra Agenzia della Mobilità Piemontese e Trenitalia prevede la riapertura della linea con 14 corse giornaliere come prolungamento della linea SFM2 Pinerolo - Chivasso. La riapertura è al momento sospesa e sono in corso approfondimenti da parte degli Enti locali del territorio.
Nella primavera del 2020 è stata rimossa parte della linea aerea, ormai inutilizzata dal 2012, sulla tratta Bricherasio – Torre Pellice. La linea aerea rimane invece in opera sulla tratta Bricherasio - Pinerolo in quanto la sottostazione elettrica di Bricherasio alimenta il piazzale della stazione di Pinerolo e, insieme alla sottostazione di Airasca, l’intera linea Pinerolo – Bivio Sangone (Torino).

## Caratteristiche
La linea è a binario unico ed è elettrificata a 3000 volt in corrente continua. Lunga 16,449 km, la linea presenta un percorso in curva di quasi la metà, con pendenza media del 9,7 e massima del 23,48 per mille. È presente il sistema SCMT.
Dalla stazione di Pinerolo la linea affronta un particolare regresso per tornare al bivio e poi proseguire verso sud-ovest alla volta del ponte sul torrente Chisone, che veniva raggiunto dopo aver intersecato a raso la Tranvia Saluzzo-Pinerolo, attiva fra il 1881 e il 1935.
Raggiunta Bricherasio, dal 1885 al 1984 località di diramazione verso Barge e, intersecando la viabilità provinciale con diversi paesaggi a livello, serviva Bibiana e Luserna San Giovanni per giungere infine al capolinea di Torre Pellice.
Le opere d'arte comprendono sette, tra ponti e cavalcavia da una a tre campate con lunghezze da 10 a 17 metri e uno a travata metallica da 7 metri, oltre a centodieci fra ponticelli e tombini.

### Percorso
| Continuation backward |

|  | Unknown route-map component "d" | Unknown route-map component "evSHI2gl-" | Unknown route-map component "d" | Unknown route-map component "d" |

| Unknown route-map component "c" | Unknown route-map component "uexKBHFa" | Unknown route-map component "dKBHFe-L" | Unknown route-map component "exdBHF-R" | Unknown route-map component "cd" |

| 30+479 |
| 0+300  |

| Unknown route-map component "uexCONTr+g" | Unknown route-map component "exv-STR" | Unknown route-map component "d" |

|  | Unknown route-map component "uexCONTgq" | Unknown route-map component "exmKRZ" | Unknown route-map component "uexCONTfq" |

|  | Unknown route-map component "exhKRZWae" |

|  | Unknown route-map component "exHST" |

|  | Unknown route-map component "exHST" |

|  | Unknown route-map component "exBHF" |

| Unknown route-map component "d" |  | Unknown route-map component "exABZgl" | Unknown route-map component "exdCONTfq" |

|  | Unknown route-map component "exHST" |

|  | Unknown route-map component "exHST" |

|  | Unknown route-map component "exKHSTe" |